# Paradiallus
Paradiallus är ett släkte av skalbaggar. Paradiallus ingår i familjen långhorningar.
Kladogram enligt Catalogue of Life:
| Paradiallus | \| \| Paradiallus duaulti \| \| \| \| \| \| Paradiallus ochreosticticus \| \| \| \| |
|             | \| \| Paradiallus duaulti \| \| \| \| \| \| Paradiallus ochreosticticus \| \| \| \| |
|             | Paradiallus duaulti                                                                 |
|             |                                                                                     |
|             | Paradiallus ochreosticticus                                                         |
|             |                                                                                     |